# It's the End of the World as We Know It (And I Feel Fine)
«It's the End of the World as We Know It (And I Feel Fine)» és l'onzè senzill de la banda estatunidenca R.E.M., el segon de l'àlbum Document. Es va publicar el 16 de novembre de 1987 dins el segell I.R.S. Records.

## Producció
La cançó es va generar a partir d'una altra cançó no publicada que es titulava «PSA» (Public Service Announcement) ja que comparteixen melodia i tempo. Posteriorment van recuperar «PSA» per tornar-la a treballar i finalment la van publicar com a senzill l'any 2003 amb el títol «Bad Day».
En referència al seu títol, temàtica i sonoritat, la cançó és utilitzada en moltes ocasions per anunciar el final d'una etapa o en èpoques tristes. S'ha demostrat que les seves escoltes, descàrregues, vendes o emissions s'incrementen en èpoques com el suposada apocalipsi segons una interpretació del calendari Maia el 21 de desembre de 2012 o a l'inici de pandèmia de COVID-19.
El videoclip va ser dirigit per James Herbert, que ja havia treballat amb la banda en diversos videoclips, i va comptar amb la participació del patinador Noah Ray.
La cançó va ser certificada amb un disc d'or al Regne Unit després de superar les 400.000 unitats venudes l'any 2023.

## Llista de cançons

### Publicació inicial
| 1.            | «It's the End of the World as We Know It (And I Feel Fine)»          | 4:04 |
| 2.            | «This One Goes Out» (versió acústica en directe de «The One I Love») | 4:19 |
| Durada total: | Durada total:                                                        | 8:23 |

| 1.            | «It's the End of the World as We Know It (And I Feel Fine)» | 4:04 |
| 2.            | «Last Date» (versió de Floyd Cramer)                        | 2:13 |
| Durada total: | Durada total:                                               | 6:17 |

| 1.            | «It's the End of the World as We Know It (And I Feel Fine)»          | 4:04 |
| 2.            | «This One Goes Out» (versió acústica en directe de «The One I Love») | 4:19 |
| 3.            | «Maps and Legends» (versió acústica en directe)                      |      |
| Durada total: | Durada total:                                                        | 8:23 |

| 1.            | «It's the End of the World as We Know It (And I Feel Fine)» | 4:04 |
| 2.            | «Disturbance at the Heron House» (directe de casset)        | 3:41 |
| Durada total: | Durada total:                                               | 7:45 |

### Rellançament
| 1.            | «It's the End of the World as We Know It (And I Feel Fine)» | 4:04  |
| 2.            | «Radio Free Europe»                                         | 4:03  |
| 3.            | «The One I Love» (versió acústica en directe)               | 4:19  |
| Durada total: | Durada total:                                               | 12:26 |

| 1.            | «It's the End of the World as We Know It (And I Feel Fine)» | 4:04  |
| 2.            | «Radio Free Europe» (versió Hib-Tone)                       | 3:46  |
| 3.            | «White Tornado»                                             | 1:59  |
| 4.            | «Last Date»                                                 | 2:13  |
| Durada total: | Durada total:                                               | 16:02 |

| 1.            | «It's the End of the World as We Know It (And I Feel Fine)» | 4:04 |
| 2.            | «Radio Free Europe»                                         | 4:03 |
| Durada total: | Durada total:                                               | 8:07 |